# مسلسل گاتلینگ

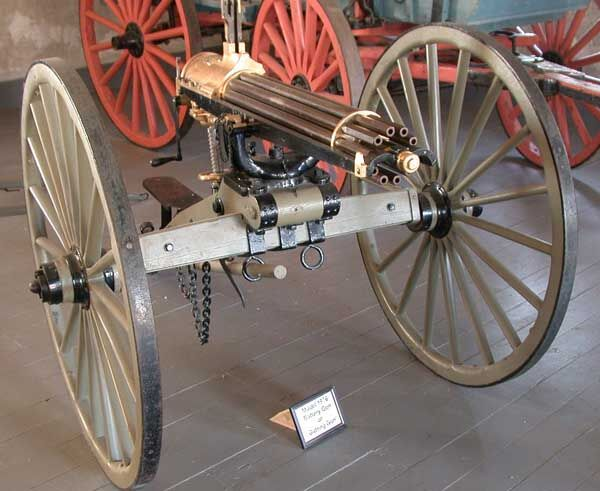
یک قبضه گاتلینگ قدیمی در موزه فورت لارامی در وایومینگ

تیربار گاتلینگ (مسلسل) (زبان انگلیسی: Gatling Gun) که اختصارا به عنوان ماشین گان (زبان انگلیسی: Gatling Machine Gun) شناخته میشود  نام عمومی رده‌ای از مسلسل و توپ‌های اتوماتیک است که به جای داشتن یک لوله دارای چند لوله است که هنگام شلیک حول مرکزی می‌چرخند. مسلسل‌های گاتلینگ نواخت تیر بسیار بیشتری از مسلسل‌های دیگر دارد. این مسلسل از زمان اختراع تا به امروز دستخوش تغییرات و تحولات بسیاری شده است. بعنوان مثال نواخت تیر تئوریک ام۶۱-ولکان با ۶ لوله، که مسلسل اغلب هواپیماهای جنگی آمریکاست، ۶۰۰۰ تیر در هر دقیقه است.
اولین مسلسل این‌گونه را مخترع آمریکایی ریچارد گاتلینگ اختراع کرد. گردش لوله‌ها در «توپ گاتلینگ» با دست و به‌کمک یک دسته گرداننده انجام می‌شد به همین دلیل یک سلاح اتوماتیک محسوب نمی‌شد و اولین سلاح اتوماتیک مسلسل ماکسیم است که در سال ۱۸۸۴ اختراع شد و پش از هر شلیک با فشار گاز باروت گلوله مسلح می‌شد. گاتلینگ‌های امروزی با موتور برقی می‌گردند.
اختراع گاتلینگ در واقع پیش از اختراع مسلسل‌های تک لول انجام شد و می‌توان آن را اولین نوع مسلسل دانست. ریچارد گاتلینگ این اختراع خود را در سال ۱۸۶۲ ثبت کرد و چندی بعد توسط ایالت‌های شمالی در جنگ داخلی آمریکا استفاده شد.
هواپیمای آمریکایی ای-۱۰ تاندربولت ۲ (به انگلیسی: Fairchild Republic A-10 Thunderbolt II) که برای حمایت نزدیک ساخته شده است به توپ گاتلینگ ۳۰ میلی‌متری جی ای یو-۸ اَونجر (به انگلیسی:GAU-8 Avenger) مجهز شده است، سنگین‌ترین توپ گاتلینگی است که تاکنون روی یک هواپیما نصب شده است. همچنین در ناوهای هواپیمابر انواع نوع پیشرفته ای از توپ‌های گاتلینگ با نام سامانه دفاع نزدیک دریایی فالانکس (به انگلیسی: Phalanx) یا سامانه دفاع نزدیک دریایی دروازه‌بان (به انگلیسی: Goalkeeper) با نواخت تیر و دقت و حساسیت بسیار بالا، جهت مقابله با موشک‌های ضد کشتی یا هواپیماهای مهاجم استفاده می‌شود.